# Стеллы Ошактас
Стелы Ошактас — исторический памятник, который находится в Государственном Национальном природном парке «Алтын-Эмель».

## Описание
Каменные стелы Ошактас расположены вблизи гор Калкан на открытой подгорной равнине. Исторический памятник Ошактас — это 3 каменные глыбы высотой около 2 метров, которые установлены вертикально. Существуют 2 версии образования памятника. По первой легенде, в 1219 году монгольский завоеватель Чингисхан во время своего похода по завоеванию Средней Азии расположил стан возле кордона Мынбулак. На каменных глыбах был установлен гигантский котёл, где готовилась еда. По второй версии, «Ошактас» был сконструирован как сигнальная вышка, где разжигался костёр в случае приближения врагов.